# ГЕС Варсак
Гребля Варсак — бетонна гравітаційна гребля ГЕС на річці Кабул розташована приблизно за 20 км на північний захід від міста Пешавар, провінція Хайбер-Пахтунхва, Пакистан.

## Історія
ГЕС Варсак було споруджено згідно Плану Коломбо в два етапи і за фінансуванням уряду Канади. Перший етап було завершено в 1960, було споруджено: гребля, іригаційні тунелі і впроваджено в дію чотири енергоблоки, кожен 40 МВт і лінію ЛЕП 132 КВ. Два додаткові енергоблоки по 41,48 МВт кожен були добудовані у 1980-81 під час другого етапу

## Опис
Сумарна встановлена потужність ГЕС Варсак становить 243 МВт. У червні 2012 Pakistan Water and Power Development Authority (WAPDA) ) вирішило збільшити потужність ГЕС на 375 МВт, із сумарною потужністю у 525 МВт. Проте термінів виконання проекту не є

## Дивись також
- Водосховище Варсак
- Кабульський каскад ГЕС

## Ресурси Інтернету
- Warsak Dam at WAPDA (англ.)